# Episodi di Balko (terza stagione)
La terza stagione della serie televisiva Balko è stata trasmessa in anteprima in Germania dalla RTL Television tra il 26 febbraio 1998 e il 9 luglio 1998.
| nº | Titolo originale              | Titolo italiano | Prima TV Germania | Prima TV Italia |
| -- | ----------------------------- | --------------- | ----------------- | --------------- |
| 1  | Kalte Rache                   |                 | 26 febbraio 1998  |                 |
| 2  | Der Söldner                   |                 | 5 marzo 1998      |                 |
| 3  | Hochzeitsüberraschung         |                 | 12 marzo 1998     |                 |
| 4  | Amok                          |                 | 19 marzo 1998     |                 |
| 5  | Der Drachentöter              |                 | 26 marzo 1998     |                 |
| 6  | Der sechste Tag               |                 | 2 aprile 1998     |                 |
| 7  | Stahldschungel                |                 | 16 aprile 1998    |                 |
| 8  | Die Neue                      |                 | 23 aprile 1998    |                 |
| 9  | Terror im OP                  |                 | 30 aprile 1998    |                 |
| 10 | Zwei auf einen Streich        |                 | 7 maggio 1998     |                 |
| 11 | Bring mir den Kopf von Balko! |                 | 14 maggio 1998    |                 |
| 12 | Vaterliebe                    |                 | 4 giugno 1998     |                 |
| 13 | Blutige Beute                 |                 | 18 giugno 1998    |                 |
| 14 | Knastkoller                   |                 | 25 giugno 1998    |                 |
| 15 | Der Todeskandidat             |                 | 2 luglio 1998     |                 |
| 16 | Karneval in Ketten            |                 | 9 luglio 1998     |                 |